# 邦塞库尔圣母进教之佑圣殿
邦塞库尔圣母进教之佑圣殿（Basilique Notre Dame du Bon Secours）是一座罗马天主教宗座圣殿， 哥特复兴式建筑，位于法国诺曼底大区滨海塞纳省鲁昂东南的邦塞库尔。它建于1840年至1844年间  ，是法国第一座哥特复兴式风格的天主教堂区教堂 ，装饰华丽。可以俯瞰塞纳河。 该建筑于 1844 年竣工。 
该堂供奉圣母进教之佑。1840年重建扩建。1919 年 2 月 12 日 ，本笃十五世于将其升格为宗座圣殿。

## 脚注
1. ↑  Fromentin 1855，第5頁.
2. 1 2  Basciano 2017，第33頁.
3. ↑  Fromentin 1855，第4頁.